# Леви бен Авраам бен Хаим
Леви бен Авраам бен Хаим (1245—1250, Вильфранш-де-Конфлан — после 1315, Арль) — еврейский философ, усвоивший крайние рационалистические взгляды и подвергнутый осуждению и отлучению лидерами единоверцев. Был беден и жил в скитаниях (Перпиньян, Монпелье, Арль), зарабатывая преподаванием наук и языков, написал один из первых энциклопедических трудов на иврите. Этот труд был приговорён к сожжению и дошёл до нас лишь частично. Леви бен Авраам был, по всей видимости, дедом по матери Герсонида, который тоже подвергался острой критике. Согласно Э. Ренану, Авраам бен Хаим, отец Леви бен Хаима, родился в Нарбонне, но потом оставил этот город из-за стеснённого материального положения. Авраам был учёным талмудистом, а также поэтом, и его некоторые произведения в жанре «Пиют» вошли в молитвенники евреев Франции.

## Творчество

### Нагрудные украшения и амулеты
Леви написал в 1276 году энциклопедическую поэму ивр. «בתי הנפש והלחשים»‎ («Batei ha-Nefesh ve-ha-Lekhashim», «Нагрудные украшения и амулеты»), всего 1826 дистихов, хронологически предшествовавшую «Диадеме мудрости». Поэма состоит из десяти томов, каждый из которых посвящён отдельной теме: этика, логика, учение о сотворении мира, психология, пророчество, метафизика, математика (арифметика и геометрия), учение о небе (астрономия и астрология), натуральная философия, теология. Автор пояснил, что энциклопедия (ивр. «חיבור כולל»‎, «khibur kolel») необходима для развития истинной религии, так как маймонидовское основополагающее сочинение «Путеводитель растерянных» уже предполагает знакомство с наукой, а не излагает её. В то время как сочинение Леви предоставляет прекрасную возможность ознакомиться со всеми важными науками, а также содержит и комментарии к некоторым трактатам Талмуда. На это сочинение было написано несколько комментариев. Автор также описывает, что он не решался браться за сочинение, но потом на него нашло божественное вдохновение. В конце книги, однако, он пишет, что данного сочинения недостаточно и объявляет о планах написать «Диадему милости».

### Диадема милости
Наиболее известное произведение Леви бен Авраам — своего рода научная энциклопедия в шести томах «Диадема милости» (ивр.  לווית חן(Leviyat Khen)‎), не дошедшая до нас целиком. Начата сразу после завершения в 1276 году предыдущего произведения «Нагрудные украшения и амулеты» и писались около двадцати лет.
Книга сильно структурирована, сначала делится на два «столба» — данные полученные разумом или же традицией, затем на части, главы, «ворота» и параграфы. Книга дошла до нас только частично, так, от второй главы, посвящённой математике есть только несколько страниц.
Определённое место занимает там и «божественная наука» (теология, метафизика), которая делится у него на разделы, занимающиеся бесконечностью, пространством, временем, причинностью, доказательствами существования Бога, его единством, именами и др.
Библия последовательно толковалась у Леви в духе аллегоризма. Так, он объяснял, что ангелы и херувимы являются аристотелевскими отделёнными интеллектами, а главный из них, называемый в мидраше именем Сандальфон, совпадет с Активным Интеллектом. «ивр. חשמל‎» («hashmal», «сияние, электричество») из книги Иезикииля он толковал, как и Мудрецы Талмуда как слово сложенное из двух: «hash», «mal», то есть «молчащие» и «говорящие». По мысли Леви в «Диадеме милости» это означает Активный Интеллект, который говорит, лишь когда получает эманацию от Всевышнего. Тем не менее, Леви сохраняет и простой исторический смысл повествовательных мест Писания. Многие чудеса, описанные в Танахе, Леви объясняет сугубо рационалистически, его учение о душе несёт следы влияния как Платона, так и Аристотеля.
Что касается заповедей, Леви всегда твёрдо стоит на традиционном соблюдении заповедей и соблюдал их сам по свидетельству современников. Он много занимасля разъяснением смысла заповедей, многом из них он придавал рационалистический смысл в духе Маймонида с некоторыми нововведениями. Так, про заповедь обрезание он пишет, как и Маймонид, что она призвана ослабить половое влечение. Согласно Леви, и этого уже нет у Маймонида, обрезание избавляет человека от греха поедания плода с дерева познания добра и зла («первородный грех»), делает его чистым и освобождает для учения, добрых дел и создания семьи в чистоте. На обычный упрёк христиан, что обрезание не относится к женщинам, в отличие от христианского обряда крещения, Леви отвечает, что обрезание уменьшает также половую страсть жены обрезанного, так его член ослабевает. Именно это, по Леви, имели в виду Мудрецы Талмуда, когда говорили, что «после связи с необрезанным женщине трудно вернуться к обрезанному». Помимо этого, обрезание, по Леви, есть знак, объединяющий евреев в диаспоре. Маймонид не мог привести подобное соображение, так как он жил среди обрезанных мусульман.
Представляет значительный исторический интерес появление каббалистических представлений у Леви и их философская интерпретация. Десять сфирот, которые он называет «ивр. מעלות‎» («ma’alot», «ступени») отождествляются им с десятью отделёнными интеллектами.
В энциклопедии Леви нашлось место и для краткого изложения и опровержения основ христианского вероучения, единственная напечатанная часть вплоть до недавнего времени (1875 год). Там он проявляет знание христианского календаря, взятое, по-видимому, из книг Авраама бен-Хия, а также знание христианских праздников и ритуалов. Леви критикует христианство за догматы троичности, боговоплощения, а также искажение Библии в переводах, упоминается, в частности, известная полемика о значении слова «ивр. עלמה‎» («alma», «дева»). Леви порицает также такие ритуалы как флагеллантство и разоблачает чудеса посредством мёртвых святых. Некоторые поверья у евреев Леви приписывает христианскому влиянию, как-то воплощение ангелов в тело при спуске на землю, и легенду о восставших ангелах.
В астрономической части книги Леви излагает систему Птолемея, а также описывает календарь, географию и климатологию. В ней содержаться интересные научные гипотезы, например, что движение порождает тепло. Много места уделяется и астрологии, Леви верил, что звёзды определяют судьбу индивидуумов и стран, и что на звёзды можно оказать магическое влияние, хотя Тора это запрещает. Книга включает в себя астрологический прогноз о бедствиях после соединения Юпитера и Сатурна в 1347 году, завершающееся приходом мессии в 1358 году.

## Гонения на Леви
Современники и оппоненты отмечали высокую учёность Леви, в том числе знание Талмуда, хотя противникам он представлялся несколько скрытным. В книгах Леви цитируется огромное количество авторов, как евреев, так и неевреев, прежде всего греков и арабов.

Тем не менее, начиная с 1302 года, именно Леви стал мишенью острой критики со стороны ряда раввинов, прежде всего Шломо бен Адерет (Рашба), назвавший его по имени. Последний написал в 1305 письмо всем общинам, запрещающее толковать Библию аллегорически: 
Ибо они говорят, что Авраам и Сара олицетворяют материю и форму и что двенадцать колем Израилевых суть двенадцать созвездий. Слыхал ли хоть один народ такую порочную вещь с тех пор как мир был разделён на страны? Эти богохульники даже утверждают, что священные Урим и Туммим суть инструмент, известный как астролябия, который люди изготовляют для себя….
 Вероятно, сыграло роль то, что Леви бен Авраам был малозначительным философом и не имел влияние в обществе, так что его легко было критиковать. Не помогли ни разъяснительное письмо, направленное к Рашба и печатающееся в сборниках респонс последнего. Другое возможное объяснение гонений именно на Леви, который был в некоторых вопросах более консервативен, чем Маймонид, может оказаться популяризаторская деятельность Леви. Раввинов испугала не сама философия, а её вынесение в массы. Так, в переписке Рашба и Крескаса Видала Леви характеризуется, как человек очень учёный и умный, но готовый преподавать науки и философию любому, кто его наймёт. В сходных грехах упрекал его сам Рашба в переписке (ответ Леви не сохранился):
Мы оба знаем, что ум людей не одинаков. Есть люди слабого ума, у которых обучение науке только возбуждает жажду, но не утоляет её. Что ты выиграешь, если будешь обучать всех, беря на себя ответственность за их души? Ибо ты не можешь знать, будут ли эти души жить или погибнут от наказания…
 Рашба опасался преподавания философии массам и молодёжи, он сравнивал философию с раскалённым углем, с огнём, с которым опасно играть. Интересно, что и сам Леви предупреждал, что тайны нельзя познавать до сорока лет, а Рашба запретил изучение философии только до двадцати пяти. Притом и энциклопедии самого Леви не были бы запрещены, если бы не содержали обильные аллегорические толкования Библии, против чего Рашба решительно возражал.
Леви жил в Нарбонне у учёного и поэта Самуэля Суллами, который первоначально защищал его. Но после того, как дочь Суллами внезапно умерла, хозяин попросил Леви уехать, и последний оказался в Безьерсе у своего кузена Самуэля бен Реувена, который тоже защищал его, хотя и сам был учеником Рашба.
По некоторым источникам, конфликт разрешился в 1315 году, уже после изгнания евреев королём Филиппом Красивым из владений французской короны в 1306 году, и Леви провёл остаток жизни в Арле в спокойствии.